# Base aérea de Mount Pleasant
RAF Mount Pleasant (IATA: MPN, ICAO: EGYP) (também conhecido como Mount Pleasant Airport, Mount Pleasant Complex ou MPA) é uma estação da Royal Air Force no Território Britânico Ultramarino das Ilhas Falkland. O aeródromo possui como lema de "Defend the right" (enquanto o lema das ilhas é "Desire the right") e é parte da British Forces South Atlantic Islands (BFSAI). É a casa de entre 1,000 e 2,000 pessoal militar britânico, e está cerca de 33 milhas (53 km) sudoeste de Stanley, a capital das Falklands – na ilha de East Falkland. O mais longo corredor do mundo, metade de uma milha (800 m) de largura, ligando os quartéis, áreas de lazer e as áreas de bem-estar e recriacionais da estação.
Mount Pleasant foi aberta pelo Princípe Andrew em 12 de maio de 1985, se tornando completamente operacional o ano seguinte. A estação foi construída como parte dos esforços britânicos para fortalecer a defesa das Ilhas Falkland seguindo a guerra de 1982 com forças argentinas. Permanece a mais nova estação RAF específica construída e substituiu as instalações anteriores da RAF no Aeroporto de Port Stanley.